# A Abadessa de Jouarre
A Abadessa de Jouarre (L’abbesse de Jouarre no original em francês) é uma peça de teatro escrita em cinco atos, por Joseph Ernest Renan, em 1886.

## Enredo
A ação passa-se durante o Reino de Terror. No velho colégio de Plessis, transformado em prisão, um fidalgo cavalheiresco o Marquês de Arcy, que deve morrer no dia seguinte, encontra a abadessa de Jouarre, a única mulher a quem verdadeiramente amou antes dela renunciar ao mundo, e quando se chamava Júlia, Marquesa de Saint-Florent. O carcereiro deixa-os sós. A abadessa, que resistia por virtude e orgulho, deixa-se vencer e acaba por se abandonar. Dentro em pouco batem à porta; o cadafalso reclama as suas vítimas.